# Sam Coffey
Samantha "Sam" Grace Coffey, född 31 december 1998 i New York City, är en amerikansk fotbollsspelare.

## Karriär
Sam Coffey inledde efter spel på collegenivå sin seniorkarriär i Portland Thorns FC 2022. Hon debuterade i USAs landslag år 2022, och ingick i det amerikanska lag som vid olympiska sommarspelen 2024 i Paris tog guld efter att ha besegrat Brasilien i finalmatchen.